# Kerosene (album)
Kerosene è il secondo album di studio della cantante country statunitense Miranda Lambert, pubblicato nel 2005.
Ha venduto più di un milione di copie negli Stati Uniti ed è stato certificato disco di platino. Da esso sono stati lanciati quattro singoli, che sono riusciti tutti ad entrare nella classifica delle canzoni country statunitense, anche se una sola è riuscita ad entrare nella Billboard Hot 100, la classifica ufficiale dei singoli americana.
Miranda Lambert ha scritto tutte le dodici canzoni dell'album, in rari casi con l'aiuto di altri autori di testi.

## Recensioni
Il CD ha ricevuto alcune recensioni e valutazioni da alcuni famosi siti o riviste musicali: AllMusic ha valutato l'album  (4/5); Music Box ha valutato l'album  (3/5) e, per finire, Entertainment Weekly ha dato B+ al disco.

## Tracce
1. Kerosene (Miranda Lambert, Steve Earle) – 3:05
2. What About Georgia? (M. Lambert) – 3:25
3. Greyhound Bound for Nowhere (M. Lambert, Rick Lambert) – 4:23
4. New Strings (M. Lambert) – 3:50
5. I Can't Be Bothered (Travis Howard) – 3:20
6. Bring Me Down (M. Lambert, Howard) – 4:15
7. Me and Charlie Talking (M. Lambert, R. Lambert, Heather Little) – 4:12
8. I Wanna Die (M. Lambert, Scotty Wray) – 3:46
9. Love Is Looking for You (M. Lambert) – 3:52
10. Mama, I'm Alright (M. Lambert, Howard) – 4:07
11. There's a Wall (M. Lambert) – 4:15
12. Love Your Memory (M. Lambert) – 3:47

## Classifiche
| Classifica (2005)                 | Posizione massima |
| --------------------------------- | ----------------- |
| U.S. Billboard 200                | 18                |
| U.S. Billboard Top Country Albums | 1                 |